# Kitanoumi Toshimitsu
Kitanoumi Toshimitsu((japonès) 北の湖 敏満), nascut com Obata Toshimitsu (en japonès: 小畑 敏満) (Sōbetsu, 16 de maig de 1953 - Fukuoka, 20 de novembre de 2015) va ser un lluitador de sumo. Va ser promogut a yokozuna a l'edat de 21 anys, sent un dels lluitadors més joves a arribar al major rang de lluitadors de sumo. Va ser un dels yokozuna més destacats de la dècada de 1970, i va ostentar aquest títol durant 63 tornejos. Va ser també president de l'Associació Japonesa de Sumo.
Va morir el 2015 a causa d'un càncer de recte.

## Historial
| Any (Honbasho) | Hatsu Basho (Gener) (ciutat de Tòquio) | Haru Basho (Març) (ciutat d'Osaka) | Natsu Basho (Maig) (ciutat de Tòquio) | Nagoya Basho (Juliol) (ciutat de Nagoya) | Aki Basho (Setembre) (ciutat de Tòquio) | Kyushu Basho (Novembre) (ciutat de Fukuoka) | Victòries / Derrotes / Absències |
| 1967           | Maezumo Hatsu Dohyo                    | Jonokuchi 13 Est 5 - 2             | Jonidan 95 Est 4 - 3                  | Jonidan 49 Oest 2 - 5                    | Jonidan 82 Oest 4 - 3                   | Jonidan 55 Oest 4 - 3                       | 19 - 16                          |
| 1968           | Jonidan 36 Est 7 - 0                   | Sandanme 20 Oest 0 - 7             | Sandanme 64 Oest 6 - 1                | Sandanme 31 Oest 2 - 5                   | Sandanme 55 Est 4 - 3                   | Sandanme 39 Est 6 - 1                       | 25 - 17                          |
| 1969           | Sandanme 5 Est 6 - 1                   | Makushita 38 Est 2 - 5             | Makushita 56 Oest 4 - 3               | Makushita 51 Est 5 - 2                   | Makushita 30 Oest 3 - 4                 | Makushita 37 Est 4 - 3                      | 24 - 18                          |
| 1970           | Makushita 29 Est 5 - 2                 | Makushita 16 Est 4 - 3             | Makushita 13 Oest 4 - 3               | Makushita 10 Oest 5 - 2                  | Makushita 3 Est 2 - 5                   | Makushita 10 Oest 5 - 2                     | 25 - 17                          |
| 1971           | Makushita 5 Oest 6 - 1                 | Makushita 1 Est 5 - 2              | Jūryō 10 Est 9 - 6                    | Jūryō 4 Oest 6 - 9                       | Jūryō 8 Oest 9 - 6                      | Jūryō 2 Oest 9 - 6                          | 44 - 30                          |
| 1972           | Maegashira 12 Oest 5 - 10              | Jūryō 3 Oest 10 - 5                | Maegashira 11 Oest 9 - 6              | Maegashira 7 Est 9 - 6                   | Maegashira 3 Est 6 - 9                  | Maegashira 6 Oest 10 - 5                    | 49 - 41                          |
| 1973           | Komusubi 1 Est 4 - 11                  | Maegashira 5 Oest 9 - 6            | Maegashira 1 Oest 6 - 9               | Maegashira 4 Est 8 - 7                   | Komusubi 1 Est 8 - 7                    | Sekiwake 1 Est 10 - 5                       | 45 - 45                          |
| 1974           | Sekiwake 1 Est 14 - 1                  | Ōzeki 1 Oest 10 - 5                | Ōzeki 1 Est 13 - 2                    | Ōzeki 1 Est 13 - 2                       | Yokozuna 1 Oest 11 - 4                  | Yokozuna 1 Oest 12 - 3                      | 73 - 17                          |
| 1975           | Yokozuna 1 Est 12 - 3                  | Yokozuna 1 Est 13 - 2              | Yokozuna 1 Est 13 - 2                 | Yokozuna 1 Est 9 - 6                     | Yokozuna 1 Est 12 - 3                   | Yokozuna 1 Est 12 - 3                       | 71 - 19                          |
| 1976           | Yokozuna 1 Est 12 - 3                  | Yokozuna 1 Est 10 - 5              | Yokozuna 1 Oest 12 - 3                | Yokozuna 1 Oest 12 - 3                   | Yokozuna 1 Oest 10 - 5                  | Yokozuna 1 Oest 14 - 1                      | 72 - 18                          |
| 1977           | Yokozuna 1 Est 12 - 3                  | Yokozuna 1 Oest 15 - 0             | Yokozuna 1 Est 12 - 3                 | Yokozuna 1 Est 13 - 2                    | Yokozuna 1 Oest 15 - 0                  | Yokozuna 1 Est 13 - 2                       | 80 - 10                          |
| 1978           | Yokozuna 1 Oest 15 - 0                 | Yokozuna 1 Est 13 - 2              | Yokozuna 1 Est 14 - 1                 | Yokozuna 1 Est 15 - 0                    | Yokozuna 1 Est 14 - 1                   | Yokozuna 1 Est 11 - 4                       | 82 - 8                           |
| 1979           | Yokozuna 2 Est 14 - 1                  | Yokozuna 1 Est 15 - 0              | Yokozuna 1 Est 13 - 2                 | Yokozuna 1 Oest 12 - 3                   | Yokozuna 1 Oest 13 - 2                  | Yokozuna 1 Est 10 - 5                       | 77 - 13                          |
| 1980           | Yokozuna 2 Est 12 - 3                  | Yokozuna 1 Oest 13 - 2             | Yokozuna 1 Est 14 - 1                 | Yokozuna 1 Est 15 - 0                    | Yokzouna 1 Est 11 - 4                   | Yokozuna 1 Oest 12 - 3                      | 77 - 13                          |
| 1981           | Yokozuna 2 Est 14 - 1                  | Yokozuna 1 Est 13 - 2              | Yokozuna 1 Est 14 - 1                 | Yokozuna 1 Est 13 - 2                    | Yokozuna 1 Est 10 - 5                   | Yokzouna 1 Oest 5 - 4 - 6                   | 69 - 15 - 6                      |
| 1982           | Yokozuna 1 Oest 13 - 2                 | Yokozuna 1 Est 11 - 4              | Yokozuna 1 Oest 9 - 4 - 2             | Yokozuna 2 Est 0 - 0 - 15                | Yokozuna 2 Est 10 - 5                   | Yokozuna 2 Est 9 - 3 - 3                    | 52 - 18 - 20                     |
| 1983           | Yokozuna 1 Oest 5 - 4 - 6              | Yokozuna 1 Oest 0 - 0 - 15         | Yokozuna 1 Oest 0 - 0 - 15            | Yokozuna 1 Oest 0 - 0 - 15               | Yokozuna 2 Est 4 - 1 - 10               | Yokozuna 2 Est 11 - 4                       | 20 - 9 - 61                      |
| 1984           | Yokozuna 2 Est 8 - 7                   | Yokozuna 2 Est 10 - 5              | Yokozuna 1 Oest 15 - 0                | Yokozuna 1 Est 11 - 4                    | Yokozuna 1 Est 0 - 3 - 12               | Yokozuna 2 Est 3 - 4 - 8                    | 47 - 23 - 20                     |
| 1985           | Yokozuna 1 Oest 0 - 3 - 12             | ?                                  | ?                                     | ?                                        | ?                                       | ?                                           | 0 - 3 - 12                       |